# Sachsen-Weissenfels
Sachsen-Weissenfels var ett hertigdöme i det Tysk-romerska riket och bestod från 1656/57–1746. Dess huvudstad var Weissenfels. Det styrdes av en sidogren av huset Wettin och återgick till kurfurstendömet Sachsen 1746.

## Hertigar av Sachsen-Weissenfels

### Huvudlinjen Sachsen-Weissenfels
- 1656–1680 August av Sachsen-Weissenfels
- 1680–1697 Johan Adolf I av Sachsen-Weissenfels
- 1697–1712 Johan Georg av Sachsen-Weissenfels
- 1712–1736 Christian av Sachsen-Weissenfels
- 1736–1746 Johan Adolf II av Sachsen-Weissenfels

Då inga av Johan Adolf II:s barn överlevde barndomen kom hertigdömet efter hans död att åter uppgå i Kurfurstendömet Sachsen 1746.

### Sidolinjen Sachsen-Weissenfels-Barby
- 1680–1728 Henrik av Sachsen-Weissenfels-Barby
- 1728–1739 Georg Albrekt av Sachsen-Weissenfels-Barby

Efter den barnlöse Georg Albrekts död återgick Sachsen-Weissenfels-Barby till huvudlinjen Sachsen-Weissenfels.

### Sidolinjen Sachsen-Weissenfels-Dahme
- 1711–1715 Fredrik av Sachsen-Weissenfels-Dahme

Efter Fredriks död återgick hertigdömet till huvudlinjen Sachsen-Weissenfels.

## Källa
Den här artikeln är helt eller delvis baserad på material från Nordisk familjebok, Weissenfels, 1904–1926.